# Spoorlijn 125 (België)
Spoorlijn 125 is een Belgische spoorlijn, die de provinciehoofdsteden Namen en Luik verbindt. De spoorlijn volgt de vallei van de Maas, op de linkeroever van de rivier.
Over de hele lengte, maar vooral tussen Amay en Luik zijn er veel aftakkingen naar industrieterreinen. In Flémalle is er een aftakking naar spoorlijn 125A, die tussen Flémalle en Luik de rechteroever van de Maas volgt.

## Geschiedenis
Op 18 november 1850 werd het enkelsporige traject tussen Val-Benoît en Namen opengesteld. Een half jaar later (op 19 mei 1851) was de hele lijn dubbelsporig uitgevoerd en werd de laatste kilometer tussen Val-Benoît en Luik-Guillemins geopend. De door een Engelse maatschappij gebouwde lijn werd op 1 januari 1855 overgenomen en geëxploiteerd tot 10 mei 1940, door de "Compagnie du Nord – Belge". Deze maatschappij was een zustermaatschappij van de Franse spoorwegmaatschappij "Chemin de fer du Nord". Het eigen eindpunt van de Nord-Belge in Luik was het kopstation Luik-Longdoz. De aansluitende spoorlijn 154, Namen - Givet (Frankrijk) was ook de eigendom van de Nord-Belge.
Tijdens de voorbereidingswerken voor de elektrificatie op het einde van de jaren 1960 werd het baanvak tussen Pont-de-Seraing en Flémalle-Grande een eind naar het noorden opgeschoven, tot op de bedding van de voormalige spoorlijn 32. Op 27 april 1970 werd dit nieuwe stukje spoorlijn in gebruik genomen. Een gedeelte van de oude lijn werd hergebruikt als industrielijn 271 Y Leman - Flémalle-Espérance.
De lijn werd geëlektrificeerd op 27 september 1970. De maximumsnelheid bedraagt 120 km/u.

## Treindiensten
Anno 2018 verzorgt de NMBS (Frans: SNCB) het personenvervoer met IC, L- en Piekuurtreinen.
| Serie       | Treinsoort          | Route | Bijzonderheden                                                                                                  |
| ----------- | ------------------- | --- | --- |
| IC 18       | Intercity (NMBS)    | [ Doornik – Aat – ] Brussel-Zuid – Namen – Luik-Guillemins – Luik-Sint-Lambertus                         | Rijdt alleen op werkdagen. Rijdt in de spits verder naar Doornik.                                               |
| IC 25       | Intercity (NMBS)    | Moeskroen – Doornik – Bergen – Charleroi-Centraal – Namen – Luik-Guillemins – Herstal – Liers            | Rijdt in het weekend tussen Moeskroen en Liers.                                                                 |
| L 4950      | L-trein (NMBS)      | Luik-Guillemins – Hoei – Namen                                                                           | |
| P 7460/8460 | Piekuurtrein (NMBS) | Statte – Luik-Guillemins                                                                                 | Rijdt alleen op werkdagen.                                                                                      |
| P 7480/8480 | Piekuurtrein (NMBS) | [ Hoei – Namen ] / [ Herstal – Luik-Sint-Lambertus – Luik-Guillemins – [ Rivage – Gouvy ] / [ Statte ] ] | Rijdt alleen op werkdagen. Een trein vanuit Herstal naar Gouvy. Twee treinen per richting tussen Hoei en Namen. |

## Aansluitingen
In de volgende plaatsen is of was er een aansluiting op de volgende spoorlijnen:
Luik-Guillemins
Spoorlijn 34 tussen Hasselt en Luik-Guillemins
Spoorlijn 36 tussen Brussel-Noord en Luik-Guillemins
Spoorlijn 37 tussen Luik-Guillemins en Hergenrath
Spoorlijn 37A tussen Luik-Guillemins en Angleur
Flémalle-Haute
Spoorlijn 32 tussen Ans en Flémalle-Haute
Spoorlijn 125A tussen Flémalle-Haute en Y Val-Benoît
Statte
Spoorlijn 126 tussen Statte en Ciney
Spoorlijn 127 tussen Landen en Statte
Namen
Spoorlijn 130 tussen Namen en Charleroi-Centraal
Spoorlijn 130B tussen Namen en Ronet
Spoorlijn 130D tussen Namen en Ronet
Spoorlijn 142 tussen Namen en Tienen
Spoorlijn 142A tussen Namen en Saint-Servais
Spoorlijn 154 tussen Namen en Heer-Agimont
Spoorlijn 161 Schaarbeek en Namen
Spoorlijn 162 Namen en Sterpenich

## Verbindingsspoor
125/1: Y Borgnet (lijn 125A) - Y Leman (lijn 125, 271), enkelspoor, geopend op 9 december 1973 en geëlektrificeerd op 26 mei 1984